# Список прилунений

Прилунение — посадка космического аппарата на Луну. Является частью миссии по исследованию Луны и может осуществляться в трёх вариантах:
- жёсткая посадка — попадание на лунную поверхность с достаточно высокой скоростью, которая приводит к разрушению его конструкций и систем, и при которой исключается возможность его дальнейшего функционирования;
- мягкая посадка — прилунение с достаточно малой скоростью, необходимой для сохранения целостности аппарата и его приборов;
- пилотируемая экспедиция — доставка на Луну человека.

Все прилунения распределены по трём таблицам: жёсткие посадки, мягкие посадки и пилотируемые посадки. Элементы расставлены в хронологическом порядке.

## Список жёстких посадок
Жёсткая посадка на Луну используется на ранних стадиях развития космической техники для отработки носителей, космических аппаратов и проверки расчётов, а также в качестве завершающего этапа некоторых миссий. Также жёсткая посадка используется в символическом смысле, отмечая веху в развитии национальной техники. В таблицу включены жёсткие посадки, осуществлённые в соответствии с программой миссии, а также неудачные мягкие посадки.
| Изображение | Наименование                         | Страна                 | Дата прилунения | Место прилунения                                                | Описание миссии                                                                                  |
| ----------- | ------------------------------------ | ---------------------- | --------------- | --------------------------------------------------------------- | ------------------------------------------------------------------------------------------------ |
|             | «Луна-2»                             | СССР                   | 13.09.1959      | 29,1° с. ш., 0° з. д. Болото Гниения (Palus Putredinis)         | Первое в мире прилунение. Доставка вымпела с изображением герба СССР.                            |
|             | «Рейнджер-4»                         | США                    | 26.04.1962      | 12,9° ю. ш., 129,1° з. д.                                       | Передача изображений при сближении до столкновения с Луной. Упал на Луну, но задачу не выполнил. |
|             | «Рейнджер-6»                         | США                    | 02.02.1964      | 9,4° с. ш., 21,5° в. д. Море Спокойствия                        | Передача изображений при сближении до столкновения с Луной. Упал на Луну, но задачу не выполнил. |
|             | «Рейнджер-7»                         | США                    | 31.07.1964      | 10,6° ю. ш., 20,61° з. д. Море Познанное                        | Передача изображений при сближении до столкновения с Луной.                                      |
|             | «Рейнджер-8»                         | США                    | 20.02.1965      | 2,64° с. ш., 24,77° в. д. Море Спокойствия                      | Передача изображений при сближении до столкновения с Луной.                                      |
|             | «Рейнджер-9»                         | США                    | 24.03.1965      | 12,79° ю. ш., 2,36° з. д. Кратер Альфонс                        | Передача изображений при сближении до столкновения с Луной.                                      |
|             | «Луна-5»                             | СССР                   | 12.05.1965      | 1,6° ю. ш., 25° з. д. Море Облаков                              | Неудачная мягкая посадка.                                                                        |
|             | «Луна-7»                             | СССР                   | 07.10.1965      | 9,8° с. ш., 47,8° з. д. Океан Бурь                              | Неудачная мягкая посадка.                                                                        |
|             | «Луна-8»                             | СССР                   | 06.12.1965      | 9,6° с. ш., 62° з. д. Океан Бурь                                | Неудачная мягкая посадка.                                                                        |
|             | «Сервейер-2»                         | США                    | 22.09.1966      | Район кратера Коперник                                          | Неудачная мягкая посадка.                                                                        |
|             | «Сервейер-4»                         | США                    | 17.07.1967      | 0,45° с. ш., 1,39° з. д. Центральный Залив (Sinus Medii)        | Неудачная мягкая посадка.                                                                        |
|             | «Луна-18»                            | СССР                   | 11.09.1971      | 3,57° с. ш., 56,5° в. д. Море Изобилия                          | Неудачная мягкая посадка.                                                                        |
|             | Hiten                                | Япония                 | 10.04.1993      | 34,3° ю. ш., 55,6° в. д.                                        | Первый японский искусственный спутник Луны. Управляемое падение на Луну.                         |
|             | Lunar Prospector                     | США                    | 31.07.1999      | 87,7° ю. ш., 42,1° в. д.                                        | Управляемое падение в кратер на южном полюсе Луны.                                               |
|             | «Смарт-1»                            | Европейский союз (ESA) | 03.09.2006      | 34,24° ю. ш., 46,12° з. д. Озеро Превосходства                  | Управляемое падение на Луну.                                                                     |
|             | Лунный ударный зонд АМС «Чандраян-1» | Индия                  | 14.11.2008      | 89,9° ю. ш., 0,0° в. д. Кратер Шеклтона                         | Жёсткая посадка для изучения выбросов лунной породы.                                             |
|             | «Чанъэ-1»                            | Китай                  | 01.03.2009      | 1,5° ю. ш., 52,36° в. д. Море Изобилия                          | Управляемое падение на Луну.                                                                     |
|             | LADEE                                | США                    | 17.04.2014      |                                                                 | Управляемое падение на Луну после окончания миссии.                                              |
|             | «Берешит»                            | Израиль                | 11.04.2019      | Район Моря Ясности                                              | Неудачная мягкая посадка.                                                                        |
|             | Посадочный модуль АМС «Чандраян-2».  | Индия                  | 06.09.2019      | 70,9° ю. ш., 22,8° в. д. между кратерами Манцини C и Симпелий N | Неудачная мягкая посадка.                                                                        |
|             | Hakuto-R                             | Япония                 | 15.04.2023      | 47.581° N, 44.094° E Кратер Атлас                               | Неудачная мягкая посадка.                                                                        |
|             | Луна-25                              | Россия                 | 19.08.2023      | 57.865° S, 61.360° E                                            | Незапланированный сход АМС с лунной орбиты                                                       |

## Список мягких посадок
Мягкие посадки на Луну (всего 16) осуществлялись с целью панорамного фотографирования; проведения экспериментов на поверхности; извлечения, анализа, отправки на землю лунного грунта; для доставки передвижных автоматических аппаратов (луноходов). В таблицу не включены мягкие посадки, связанные с доставкой на Луну человека.
| Изображение | Наименование                       | Страна | Дата прилунения | Место прилунения                                    | Описание миссии |
| ----------- | ---------------------------------- | ------ | --------------- | --------------------------------------------------- | --- |
|             | «Луна-9»                           | СССР   | 03.02.1966      | 7,13° с. ш., 64,37° з. д. Океан Бурь                | Первая в истории мягкая посадка на поверхность Луны. Панорамная съёмка поверхности.                                                                                   |
|             | «Сервейер-1»                       | США    | 02.06.1966      | 2,45° ю. ш., 43,22° з. д. Океан Бурь                | Панорамная съёмка поверхности, изучение рельефа и условий на поверхности Луны.                                                                                        |
|             | «Луна-13»                          | СССР   | 24.12.1966      | 18,87° с. ш., 63,05° з. д. Океан Бурь               | Съёмка поверхности, исследования лунного грунта. |
|             | «Сервейер-3»                       | США    | 20.04.1967      | 2,99° ю. ш., 23,34° з. д. Океан Бурь                | Съёмка поверхности, исследования лунного грунта. |
|             | «Сервейер-5»                       | США    | 11.09.1967      | 1,42° с. ш., 23,2° в. д. Море Спокойствия           | Съёмка поверхности, исследования лунного грунта. |
|             | «Сервейер-6»                       | США    | 10.11.1967      | 0,53° с. ш., 1,4° з. д. Центральный Залив           | Съёмка поверхности, исследования лунного грунта. Аппарат впервые взлетел с поверхности Луны по команде оператора с Земли для перемещения на новую точку исследований. |
|             | «Сервейер-7»                       | США    | 10.01.1968      | 40,86° ю. ш., 11,47° з. д. Кратер Тихо              | Съёмка поверхности, исследования лунного грунта. Телекамера аппарата фиксировала лазерные лучи, посланные с Земли.                                                    |
|             | «Луна-16»                          | СССР   | 20.09.1970      | 0,68° ю. ш., 56,3° в. д. Море Изобилия              | Доставка на Землю образцов лунного грунта. |
|             | «Луна-17»                          | СССР   | 17.10.1970      | 38,28° с. ш., 35,0° з. д. Море Дождей               | Доставка на Луну самоходного аппарата «Луноход-1». |
|             | «Луна-20»                          | СССР   | 21.02.1972      | 3,53° с. ш., 56,55° в. д.                           | Доставка на Землю образцов лунного грунта. |
|             | «Луна-21»                          | СССР   | 15.01.1973      | 25,85° с. ш., 30,45° в. д. Кратер Лемонье           | Доставка на Луну самоходного аппарата «Луноход-2». |
|             | «Луна-23»                          | СССР   | 06.11.1974      | 13° с. ш., 62° в. д.                                | Доставка на Землю образцов лунного грунта. Программа не выполнена. |
|             | «Луна-24»                          | СССР   | 18.08.1976      | 12,75° с. ш., 62,2° в. д. Море Кризисов             | Доставка на Землю образцов лунного грунта. |
|             | «Чанъэ-3»                          | Китай  | 14.12.2013      | 44.1° с. ш., 31,05° з. д. Залив Радуги              | Доставка на Луну самоходного аппарата «Юйту». |
|             | «Чанъэ-4»                          | Китай  | 03.01.2019      | 45.5° ю. ш., 177.6° в. д. Кратер Ка́рмана            | Первое в истории мягкое прилунение на обратной стороне Луны. |
|             | «Чанъэ-5»                          | Китай  | 01.12.2020      | 43° с. ш., 51.1° з. д. Океан Бурь близ пика Рюмкера | Доставка на Землю образцов лунного грунта. |
|             | Посадочный модуль АМС «Чандраян-3» | Индия  | 23.08.2023      | 69° ю. ш., 32° в. д.                                | Первая мягкая посадки в полярном регионе Луны, измерена температура поверхности лунного грунта, обнаружена сера.                                                      |
|             | «SLIM»                             | Япония | 19.01.2024      | 3.3° ю. ш., 25.2° в. д. в кратере Кирилл            | Мягкая посадка на Луну с точностью до 100 м. |
|             | «Одиссей»                          | США    | 23.02.2024      | Кратер Малаперт                                     | Первый частный аппарат, совершивший мягкую посадку на поверхность Луны.                                                                                               |

## Список пилотируемых посадок
По состоянию на 16.07.2025 единственной страной, осуществившей доставку человека на Луну, являются Соединённые Штаты Америки. В рамках программы «Аполлон» мягкую посадку осуществили шесть лунных модулей.
| Изображение | Наименование                   | Страна | Дата прилунения | Место прилунения                                          | Описание миссии |
| ----------- | ------------------------------ | ------ | --------------- | --------------------------------------------------------- | --- |
|             | «Орёл»                         | США    | 20.07.1969      | 0° 40' 26.69" с. ш. 23° 28' 22.69" в. д. Море Спокойствия | Первый человек на Луне. Лунный модуль корабля «Аполлон-11».                                                                                     |
|             | «Интрепид» (Бесстрашный)       | США    | 19.11.1969      | 2,99° ю. ш., 23,34° з. д. Океан Бурь                      | Лунный модуль корабля «Аполлон-12». Экипаж обследовал аппарат «Сервейер-3», демонтировал некоторые его детали и доставил для изучения на Землю. |
|             | «Антарес»                      | США    | 05.02.1971      | 3° 38' 43,08" ю. ш., 17° 28' 16,90" з. д. (Fra Mauro)     | Лунный модуль корабля «Аполлон-14». |
|             | «Фалкон» (Сокол)               | США    | 29.07.1971      | 1,51° ю. ш., 17,48° з. д. (Fra Mauro)                     | Лунный модуль корабля «Аполлон-15». |
|             | «Орион»                        | США    | 20.04.1972      | 8° 58' 22,84" ю. ш., 15° 30' 0,68" в. д.                  | Лунный модуль корабля «Аполлон-16». |
|             | «Челленджер» (Бросающий вызов) | США    | 11.12.1972      | 20° 11' 26,88" с. ш. 30° 46' 18,05" в. д. Тавр-Литтров    | Лунный модуль корабля «Аполлон-17». |